# Beugen (Ort)

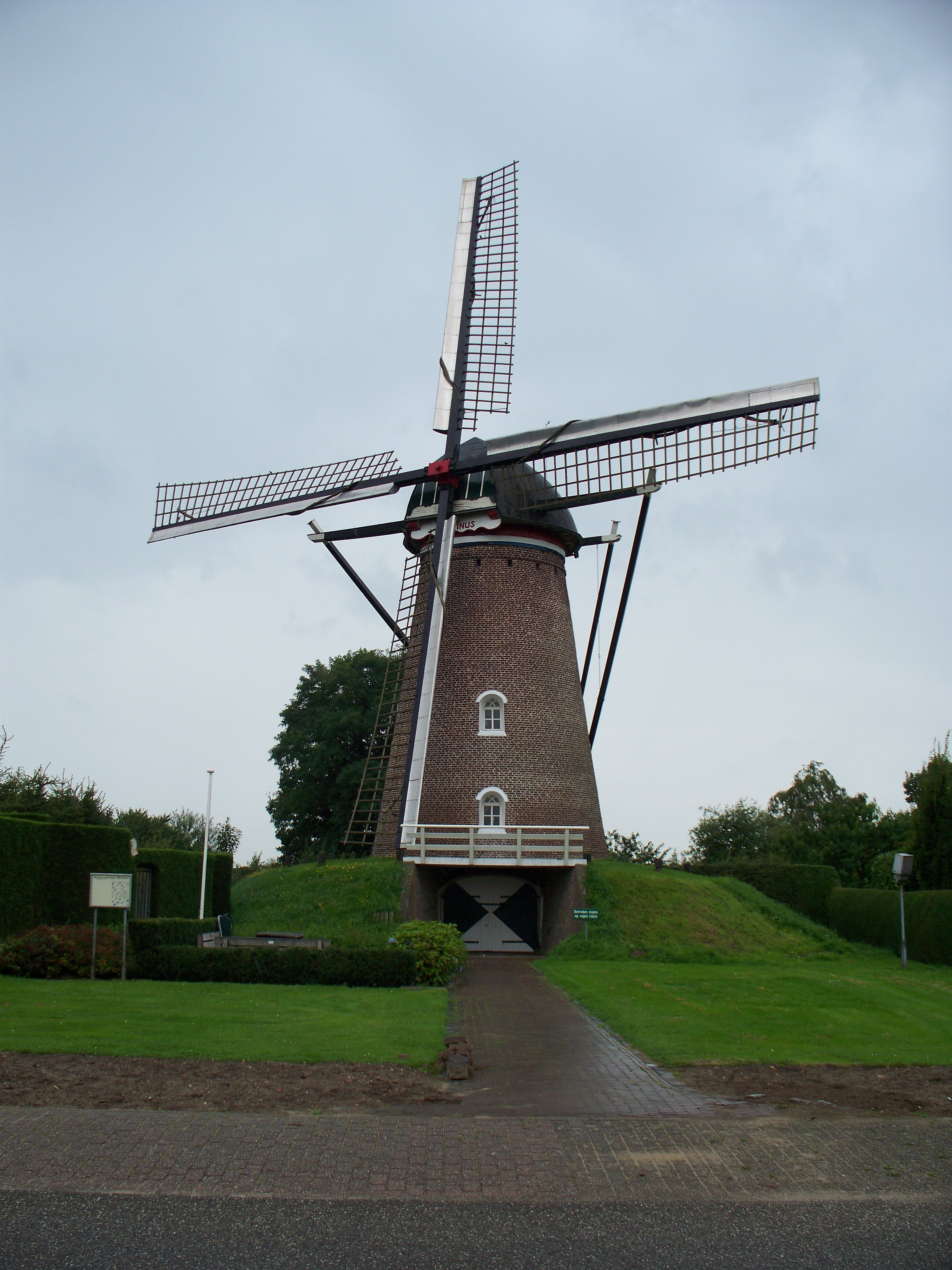
Windmühle "Martinus"

Beugen ist ein Dorf in der Gemeinde Land van Cuijk in der niederländischen Provinz Noord-Brabant. Der Ort liegt 20 Kilometer Luftlinie südlich von Nijmegen und 17 Kilometer nördlich von Venray. Bis 1942 gehörte Beugen zur Gemeinde Beugen en Rijkevoort. In diesem Jahr wurde diese Gemeinde aufgeteilt und Rijkevoort schloss sich der Gemeinde Wanroij an, und 1994 wurde sie auch der Gemeinde Boxmeer hinzugefügt. Land van Cuijk ist zum 1. Januar 2022 durch die Fusion der bisherigen Gemeinden Boxmeer, Mill en Sint Hubert, Sint Anthonis, Grave und Cuijk entstehen.
Am 1. Januar 2024 hatte Beugen 1.955 Einwohner.

## Geschichte
Das ursprüngliche Gebiet umfasste 1057 Hektar und umfasste einen schmalen Streifen, der von der Maas bis fast zum Dorf Wanroij führte und eine Reihe von Weilern umfasste, darunter Startwijk, Helbroek, Toven, Walsert, Papenvoort, Rijkevoort, Hoogeind und Laageind. Die Struktur der Nebenstraßen zeigt dies. Diese kommen an Walsert und Laageind vorbei auf den Hauptstraßen nach Wanroij bzw. Haps.
Beugen war der Hauptkern und der Weiler Rijkevoort entwickelte sich als Bergbaudorf schließlich auch zu einem eigenständigen Kirchendorf.
Obwohl in Beugen Wohnreste aus prähistorischer und römischer Zeit gefunden wurden, begann die schriftliche Geschichte erst 1294. 1320 gab es bereits eine Windmühle, die damals im Besitz von Otto van Cuijk war. Ab 1340 hatte Beugen eine eigene Schöffenbank.
Um 1420 entstand in Beugen eine einfache dreischiffige Pfarrkirche. Die Kirche wurde 1879 restauriert und erhielt dann ein Ziegelgewölbe. 1931–1932 wurde die Kirche von Hendrik Christiaan van de Leur stark erweitert. Dazu wurde hinter der Apsis ein Durchgang geschaffen und auch ein Querschiff angebaut, so dass die Kirche zu einer Kreuzkirche wurde. Dies war die Kirche Mariä Himmelfahrt. Die Kirche wurde jedoch 1944 von den Besatzern gesprengt. Schiff und Turm gingen verloren. 1955–1957 wurde ein neuer Turm gebaut, der seinem Vorgänger ähnelte, aber robuster wurde, außerdem wurde die Kirche vergrößert und die Seitenschiffe verbreitert. Architekt war wieder H.C. des Leurs. Die renovierte Kirche wurde 1955 geweiht.
Landwirtschaft wurde hauptsächlich entlang der Maas betrieben, aber mit fortschreitender Landgewinnung immer mehr in den Feuchtgebieten westlich des Dorfes. Ein zusätzliches Problem war das Auftreten großer Eisenablagerungen im Boden, die eine schlechte Entwässerung verursachten. Deshalb wurde das ursprüngliche Gestein, das als Baumaterial und als Eisenerz verwendet wurde, abgetragen. Auf dieser Grundlage entstanden kleine Eisenhütten. Bis ins 19. Jahrhundert wurde das Erz auch an Eisengießereien, wie die von Tegelen, exportiert. In Beugen selbst gab es viele Schmieden, die Scharniere und Schlösser sowie dekorative Schmiedearbeiten für Maueranker und Zäune herstellten.
1785 hatten Beugen und Rijkevoort etwa 1000 Einwohner, 1900 waren es 1631. 1942 waren es 2561.